# Llama XVII
 (octobre 2024).
Si vous disposez d'ouvrages ou d'articles de référence ou si vous connaissez des sites web de qualité traitant du thème abordé ici, merci de compléter l'article en donnant les références utiles à sa vérifiabilité et en les liant à la section « Notes et références ».
Le Llama modèle XVII est un pistolet semi-automatique à simple action compact, aussi appelé « Executive Mode ». Sa très petite taille, parfois qualifiée de minuscule, en fait une curiosité.
Fabriqué par la firme espagnole Llama Gabilondo y Cia SA de 1963 à 1969, il fonctionne selon le principe de culasse non calée.

## Caractéristiques
- Calibre : 22 court
- Munition : 22 Lr court
- Alimentation : chargeur de 6 cartouches
- Poids (arme) : 0.350 kg (carcasse tout acier)
- Longueur (arme) : 120 mm
- Longueur (canon) : 60 mm (système culasse non calé)